# Щакі
Щакі (пол. Szczaki) — село в Польщі, у гміні Пясечно Пясечинського повіту Мазовецького воєводства.
Населення — 339 осіб (2011).
У 1975-1998 роках село належало до Варшавського воєводства.

## Демографія
Демографічна структура станом на 31 березня 2011 року:
|          | Загалом | Допрацездатний вік | Працездатний вік | Постпрацездатний вік |
| -------- | ------- | ------------------ | ---------------- | -------------------- |
| Чоловіки | 174     | 43                 | 117              | 14                   |
| Жінки    | 165     | 41                 | 91               | 33                   |
| Разом    | 339     | 84                 | 208              | 47                   |